# Isaac Success
Isaac Success (Benin City, 7 gennaio 1996) è un calciatore nigeriano, attaccante svincolato.

## Biografia
Il 9 ottobre 2017 era stato al centro di uno scandalo sessuale in quanto era stato arrestato dopo un festino con 4 prostitute avvenuto in un albergo.

## Caratteristiche tecniche
Centravanti, può giocare come trequartista. Non è il classico numero 9, lavora più da assist-man per il suo compagno di reparto, è un giocatore da “ultimo passaggio” in termine calcistico. Le sue doti principali sono tecnica e forza fisica. Sa calciare bene con entrambi i piedi, è un bravo rigorista oltre a essere un abile colpitore di testa, è utile anche in fase difensiva.

## Carriera

### Club

#### Granada
Nato a Benin City, comincia a tirare i primi calci al pallone nel club nigeriano BJ Foundation. La sua carriera nel professionismo ha inizio nel 2014 con il club del Granada, altra franchigia della famiglia Pozzo. Aggregato alla seconda squadra, segna un gol nella partita di esordio La Roda vincendo per 2-0, mette a segno una doppietta sconfiggendo per 6-1 l'Écija Balompié, inoltre è autore di una tripletta battendo il Córdoba CF per 5-2. Conclude la stagione con 9 reti in 20 presenze. Il 31 agosto 2014 debutta in Liga in prima squadra, a soli 18 anni, contro l'Elche pareggiando per 1-1, il suo compagno di squadra Fran Rico segna grazie al passaggio di Success, con lo stesso risultato si conclude la partita contro il Valencia, il 7 dicembre dove segna il suo primo gol.
Nel 2015, dopo esser stato promosso definitivamente in prima squadra, firma un prolungamento del contratto fino al 2019. Nella sua seconda stagione segna un gol sia contro il Gatafe che contro il Siviglia vincendo entrambi i match per 2-1, riesce a insaccare una rete sia all'Athletic Bilbao che allo Sporting vincendo entrambe le partite per 2-0, l'ultimo gol lo segna sconfiggendo per 5-1 il Levante.

#### Watford e Malaga
Il 1º luglio 2016 viene acquistato dal Watford, con cui firma un contratto di cinque anni. Segna il primo goal in campionato contro il Bournemouth pareggiando per 2-2. Viene ceduto in prestito al Malaga dove gioca solo nove partite, per poi tornare a giocare con il Watford, segna il gol del 3-0 battendo l'Huddersfield Town, durante la FA Cup è autore del gol del 2-0 vincendo contro il Newcastle Utd.

#### Udinese
Il 26 agosto 2021 viene acquistato dall'Udinese. Esordisce con i bianconeri il 24 ottobre seguente in occasione del pareggio per 1-1 contro l'Atalanta. Tre giorni dopo segna anche la sua prima rete con i friulani, nonché in serie A, nella partita casalinga pareggiata per 1-1 contro il Verona. Nella Coppa Italia 2021-2022 segna un rigore sconfiggendo per 4-0 il Crotone. Il 23 aprile 2023 mette a segno la rete del 3-0 sconfiggendo la Cremonese. All'inizio della stagione 2024-2025  firma la risoluzione consensuale del suo contratto con l'Udinese dicendo addio al club dopo 3 anni.  

#### Al-Wasl
Rimane svincolato fino ad ottobre dove viene ingaggiato dall'Al-Wasl, squadra militante nella UAE Pro League, fa il suo esordio con la maglia del club e in AFC Champions League Elite il 22 ottobre 2024 nella partita contro l'Al-Gharafa subentrando dalla panchina, dove trova anche il primo e unico goal con il club.

### Nazionale
Nel 2013 viene convocato dall'U-17, gioca nel campionato continentale di categoria ottenendo l'argento, segna un gol nella semifinale battendo per 4-2 la Tunisia. Gioca anche nel Mondiale Under-17, qui, partecipa solo a due incontri, nella vittoria per 6-1 contro il Messico e nel pareggio per 3-3 con la Svezia segnando un gol in entrambe le partite, prima di interrompere l'avventura araba per un infortunio, la sua squadra, comunque, vincerà il torneo. Due anni dopo, riceve la convocazione da parte dell'U-20 per il mondiale di categoria dove realizza due gol, il primo perdendo per 4-2 contro il Brasile e il secondo battendo per 4-0 la Corea del Nord.
Il 23 marzo 2017 esordisce con la nazionale maggiore pareggiando per 1-1 con il Senegal.

## Statistiche

### Presenze e reti nei club
Statistiche aggiornate al 26 novembre 2024.
| Stagione         | Squadra          | Campionato       | Campionato | Campionato | Coppe nazionali | Coppe nazionali | Coppe nazionali | Coppe continentali | Coppe continentali | Coppe continentali | Altre coppe | Altre coppe | Altre coppe | Totale | Totale |
| Stagione         | Squadra          | Comp             | Pres       | Reti       | Comp            | Pres            | Reti            | Comp               | Pres               | Reti               | Comp        | Pres        | Reti        | Pres   | Reti   |
| ---------------- | ---------------- | ---------------- | ---------- | ---------- | --------------- | --------------- | --------------- | ------------------ | ------------------ | ------------------ | ----------- | ----------- | ----------- | ------ | ------ |
| 2013-2014        | Granada B        | SDB              | 5          | 3          | -               | -               | -               | -                  | -                  | -                  | -           | -           | -           | 5      | 3      |
| 2014-2015        | Granada B        | SDB              | 15         | 6          | -               | -               | -               | -                  | -                  | -                  | -           | -           | -           | 15     | 6      |
| Totale Granada B | Totale Granada B | Totale Granada B | 20         | 9          |                 | -               | -               |                    | -                  | -                  |             | -           | -           | 20     | 9      |
| 2014-2015        | Granada          | PD               | 19         | 1          | CR              | 4               | 0               | -                  | -                  | -                  | -           | -           | -           | 23     | 1      |
| 2015-2016        | Granada          | PD               | 30         | 6          | CR              | 3               | 0               | -                  | -                  | -                  | -           | -           | -           | 33     | 6      |
| Totale Granada   | Totale Granada   | Totale Granada   | 49         | 7          |                 | 7               | 0               |                    | -                  | -                  |             | -           | -           | 56     | 7      |
| 2016-2017        | Watford          | PL               | 19         | 1          | FACup+CdL       | 0               | 0               | -                  | -                  | -                  | -           | -           | -           | 19     | 1      |
| 2017-gen. 2018   | Watford          | PL               | 0          | 0          | FACup+CdL       | 0+1             | 0               | -                  | -                  | -                  | -           | -           | -           | 1      | 0      |
| gen.-giu. 2018   | Málaga           | PD               | 9          | 0          | CR              | -               | -               | -                  | -                  | -                  | -           | -           | -           | 9      | 0      |
| 2018-2019        | Watford          | PL               | 30         | 1          | FACup+CdL       | 3+2             | 1+2             | -                  | -                  | -                  | -           | -           | -           | 35     | 4      |
| 2019-2020        | Watford          | PL               | 5          | 0          | FACup+CdL       | 1+1             | 0               | -                  | -                  | -                  | -           | -           | -           | 7      | 0      |
| 2020-2021        | Watford          | FLC              | 9          | 1          | FACup+CdL       | 0+0             | 0               | -                  | -                  | -                  | -           | -           | -           | 9      | 1      |
| Totale Watford   | Totale Watford   | Totale Watford   | 63         | 3          |                 | 8               | 3               |                    | -                  | -                  |             | -           | -           | 71     | 6      |
| 2021-2022        | Udinese          | A                | 22         | 2          | CI              | 2               | 1               | -                  | -                  | -                  | -           | -           | -           | 24     | 3      |
| 2022-2023        | Udinese          | A                | 30         | 1          | CI              | 2               | 1               | -                  | -                  | -                  | -           | -           | -           | 32     | 2      |
| 2023-2024        | Udinese          | A                | 27         | 1          | CI              | 0               | 0               | -                  | -                  | -                  | -           | -           | -           | 27     | 1      |
| Totale Udinese   | Totale Udinese   | Totale Udinese   | 79         | 4          |                 | 4               | 2               |                    | -                  | -                  |             | -           | -           | 83     | 6      |
| 2024-2025        | Al-Wasl          | PL               | 0          | 0          | PC+CdL          | 0               | 0               | ACL                | 3                  | 1                  | -           | -           | -           | 3      | 1      |
| Totale carriera  | Totale carriera  | Totale carriera  | 220        | 23         |                 | 19              | 5               |                    | 3                  | 1                  |             | -           | -           | 242    | 29     |

### Cronologia presenze e reti in nazionale
| Cronologia completa delle presenze e delle reti in nazionale ― Nigeria | Cronologia completa delle presenze e delle reti in nazionale ― Nigeria | Cronologia completa delle presenze e delle reti in nazionale ― Nigeria | Cronologia completa delle presenze e delle reti in nazionale ― Nigeria | Cronologia completa delle presenze e delle reti in nazionale ― Nigeria | Cronologia completa delle presenze e delle reti in nazionale ― Nigeria | Cronologia completa delle presenze e delle reti in nazionale ― Nigeria | Cronologia completa delle presenze e delle reti in nazionale ― Nigeria |
| Data                                                                   | Città                                                                  | In casa                                                                | Risultato                                                              | Ospiti                                                                 | Competizione                                                           | Reti                                                                   | Note                                                                   |
| ---------------------------------------------------------------------- | ---------------------------------------------------------------------- | ---------------------------------------------------------------------- | ---------------------------------------------------------------------- | ---------------------------------------------------------------------- | ---------------------------------------------------------------------- | ---------------------------------------------------------------------- | ---------------------------------------------------------------------- |
| 23-3-2017                                                              | Londra                                                                 | Nigeria                                                                | 1 – 1                                                                  | Senegal                                                                | Amichevole                                                             | -                                                                      | 61’ 80’                                                                |
| 13-10-2018                                                             | Kaduna                                                                 | Nigeria                                                                | 4 – 0                                                                  | Libia                                                                  | Qual. Coppa d'Africa 2019                                              | -                                                                      | 76’                                                                    |
| 17-11-2018                                                             | Johannesburg                                                           | Sudafrica                                                              | 1 – 1                                                                  | Nigeria                                                                | Qual. Coppa d'Africa 2019                                              | -                                                                      | 69’                                                                    |
| 20-11-2018                                                             | Asaba                                                                  | Nigeria                                                                | 0 – 0                                                                  | Uganda                                                                 | Amichevole                                                             | -                                                                      | 46’                                                                    |
| Totale                                                                 |                                                                        | Presenze                                                               | 4                                                                      |                                                                        | Reti                                                                   | 0                                                                      |                                                                        |

## Palmarès

### Nazionale
- Campionato mondiale Under-17: 1

2013